# Río Sagua la Grande
Río Sagua la Grande är ett vattendrag i Kuba.   Det ligger i provinsen Provincia de Villa Clara, i den nordvästra delen av landet, 240 km öster om huvudstaden Havanna.